# Luxtorpeda (zespół muzyczny)
Luxtorpeda – polska grupa wykonująca szeroko pojętą muzykę rockową. Powstała w 2010 roku z inicjatywy gitarzysty i wokalisty Roberta Friedricha, znanego z zespołów: Acid Drinkers, Arka Noego, Kazik na Żywo i 2Tm2,3. Muzyk do współpracy zaprosił związanych z zespołem 2Tm2,3 gitarzystę Roberta Drężka i basistę Krzysztofa Kmiecika oraz ówczesnego perkusistę Turbo i zespołu Armia Tomasza Krzyżaniaka. W 2011 roku w trakcie nagrywania albumu skład uzupełnił wokalista Przemysław „Hans” Frencel, raper znany z duetu Pięć Dwa.
Debiutancki album formacji zatytułowany Luxtorpeda ukazał się 9 maja 2011 roku. W sesji nagraniowej wziął udział także Maciej Jahnz, który zarejestrował partie solowe gitary elektrycznej. Pod koniec 2011 roku grupa rozpoczęła prace nad drugim albumem pt. Robaki, który ukazał się 9 maja 2012 roku. W dwóch teledyskach promujących płytę role fabularne odegrali sportowcy: drużyny rugby na wózkach Balian i Jokers („Hymn”) oraz zawodnicy mieszanych sztuk walki, m.in. Michał Materla („Wilki dwa”).
W 2021 roku z okazji dziesięciolecia zespół nagrał covery własnych utworów na płytę Elekroluxtorpeda. W tym samym roku zespół utworzył dla swoich fanów aplikację, dzięki której kontaktują się z fanami, w miejsce usuniętego konta na Facebooku.

## Dyskografia

### Albumy studyjne
| Tytuł                                                                   | Dane dot. albumu                                          | Pozycja na liście |
| Tytuł                                                                   | Dane dot. albumu                                          | POL               |
| ----------------------------------------------------------------------- | --------------------------------------------------------- | ----------------- |
| Luxtorpeda                                                              | - Data: 9 maja 2011 - Wydawca: S.D.C./Metal Mind          | 15                |
| Robaki                                                                  | - Data: 9 maja 2012 - Wydawca: S.D.C./Metal Mind          | 1                 |
| A morał tej historii mógłby być taki, mimo że cukrowe, to jednak buraki | - Data: 1 kwietnia 2014 - Wydawca: S.D.C./Metal Mind      | 1                 |
| Mywaswynas                                                              | - Data: 1 kwietnia 2016 - Wydawca: S.D.C./Universal Music | 3                 |
| Anno Domini MMXX                                                        | - Data: 1 października 2020 - Wydawca: S.D.C./Metal Mind  | 1                 |
| Elektroluxtorpeda                                                       | - Data: 9 maja 2021 - Wydawca: S.D.C./Metal Mind          | 2                 |
| Omega                                                                   | - Data: 27 kwietnia 2022 - Wydawca: S.D.C./Metal Mind     | 17                |

### Minialbumy
| Tytuł | Dane dot. albumu                          |
| ----- | ----------------------------------------- |
| EPka  | - Data: 14 czerwca 2015 - Wydawca: S.D.C. |

### Dema
| Tytuł                      | Dane dot. albumu                          | Uwagi                             |
| -------------------------- | ----------------------------------------- | --------------------------------- |
| Historia deLUX. Stare Demo | - Data: 7 kwietnia 2022 - Wydawca: S.D.C. | Dodatek do książki Historia deLUX |

### Albumy koncertowe
| XVII Przystanek Woodstock                                   | - Data: 27 czerwca 2012 - Wydawca: Złoty Melon | 31 |
| Koncert w Stodole                                           | - Data: 10 grudnia 2012 - Wydawca: Metal Mind  | –  |
| XVII Przystanek Woodstock 2012                              | - Data: 12 grudnia 2012 - Wydawca: Złoty Melon | –  |
| Luxlive                                                     | - Data: 7 października 2017 - Wydawca: S.D.C.  | –  |
| Luxlive 2                                                   | - Data: 13 października 2018 - Wydawca: S.D.C. | –  |
| Mój Trup Jest Większy Niż Twój (Live Absolutnie Akustyczny) | - Data: 13 grudnia 2024 - Wydawca: S.D.C.      | –  |
| „–” album nie był notowany.                                 |                                                |    |

### Minialbumy koncertowe
| Tytuł                                 | Dane dot. albumu                       |
| ------------------------------------- | -------------------------------------- |
| Bootleg Akustyki Live Krosno 02/12/23 | - Data: 5 marca 2024 - Wydawca: S.D.C. |

### Kompilacje
| Tytuł     | Dane dot. albumu                               |
| --------- | ---------------------------------------------- |
| Decalogue | - Data: 31 marca 2017 - Wydawca: Polskie Radio |

### Notowane utwory
| „Autystyczny”                                       | 2011 | 1  | 1 | 1  | – | 1 | *  | Luxtorpeda                                                              |
| ,,Za wolność”                                       | 2011 | –  | – | –  | 2 | – | *  | Luxtorpeda                                                              |
| „Wilki dwa”                                         | 2012 | 1  | 5 | –  | – | – | *  | Robaki                                                                  |
| „Hymn”                                              | 2012 | –  | 1 | –  | 1 | 1 | *  | Robaki                                                                  |
| „Gimli”                                             | 2012 | 5  | – | –  | – | – | *  | Robaki                                                                  |
| ,,Fanatycy”                                         | 2012 | –  | – | 5  | – | – | *  | Robaki                                                                  |
| „Mambałaga”                                         | 2014 | 1  | – | 1  | – | – | *  | A morał tej historii mógłby być taki, mimo że cukrowe, to jednak buraki |
| „Pusta studnia”                                     | 2014 | 3  | – | –  | 1 | – | *  | A morał tej historii mógłby być taki, mimo że cukrowe, to jednak buraki |
| „44 dni”                                            | 2015 | 1  | – | –  | 1 | – | *  | EPka                                                                    |
| „Silnalina”                                         | 2016 | 6  | – | 12 | 1 | 1 | *  | MYWASWYNAS                                                              |
| ,,Siódme''                                          | 2016 | 21 | – | –  | – | 1 | *  | MYWASWYNAS                                                              |
| ,,Jak husaria”                                      | 2016 | –  | – | –  | 2 | – | *  | MYWASWYNAS                                                              |
| „Ekoplan''                                          | 2020 | *  | – | –  | – | 1 | *  | Anno Domini MMXX                                                        |
| „Silnalina 21'”                                     | 2021 | *  | – | –  | 1 | – | *  | Elektroluxtorpeda                                                       |
| „Krew z krwi”                                       | 2022 | *  | – | –  | – | 3 | –  | Omega                                                                   |
| „Przygotuj się na najlepsze”                        | 2022 | *  | – | –  | – | – | 10 | Omega                                                                   |
| „–” utwór nie był notowany. „*” Lista nie istnieje. |      |    |   |    |   |   |    |                                                                         |

## Teledyski

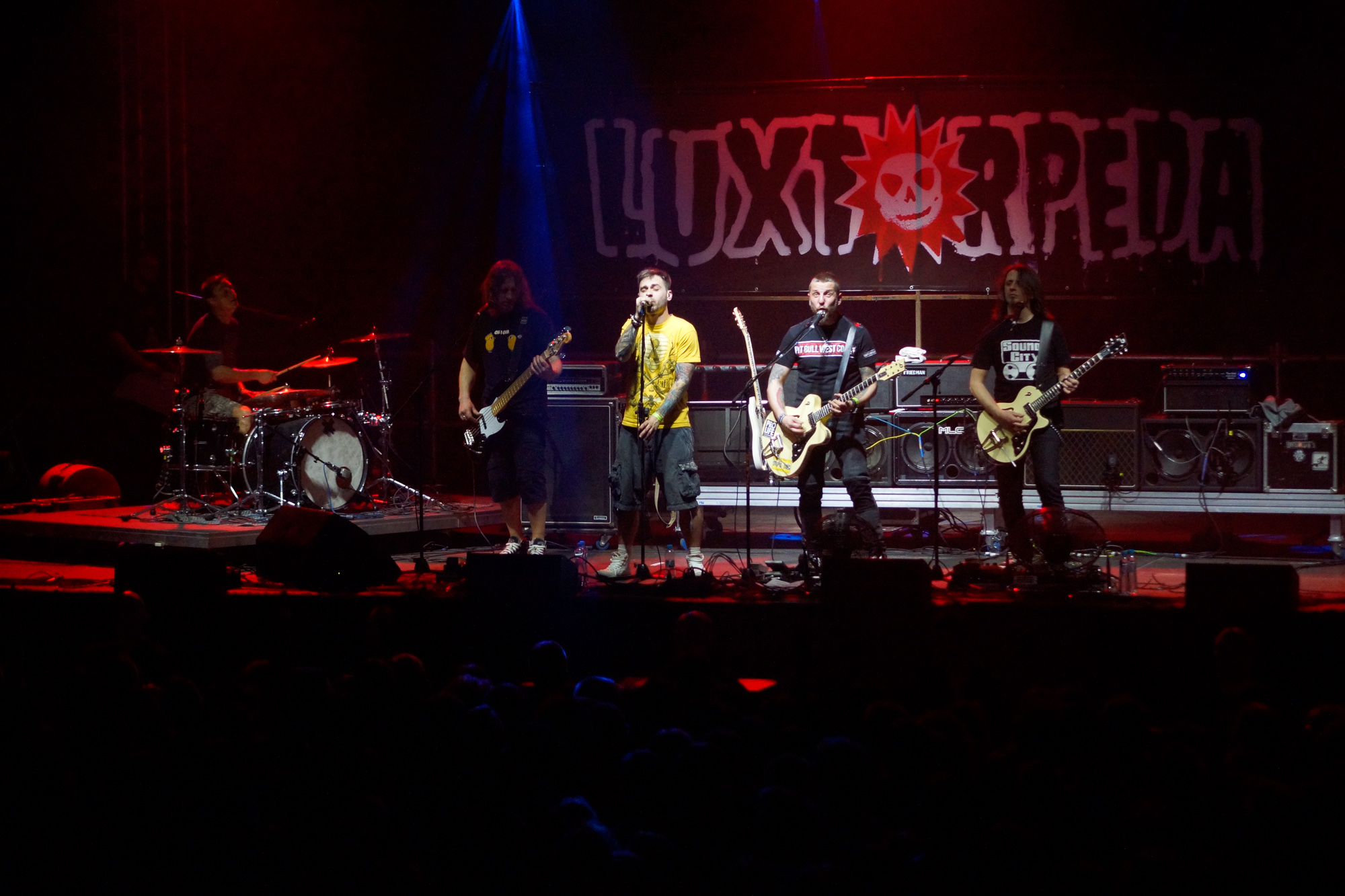
Zespół Luxtorpeda podczas Rocket Festiwal 2014 w Warszawie.

| Tytuł                        | Rok  | Wybrani autorzy               | Album                                                                   | Źródła       |
| ---------------------------- | ---- | ----------------------------- | ----------------------------------------------------------------------- | ------------ |
| „Autystyczny”                | 2011 | Mateusz Stachowski            | Luxtorpeda                                                              | [ 28 ]       |
| „Za wolność”                 | 2011 | Sound Park                    | Luxtorpeda                                                              | [ 8 ] [ 29 ] |
| „Hymn”                       | 2012 | brat Patefon                  | Robaki                                                                  | [ 30 ]       |
| „Wilki dwa”                  | 2012 | M Studio                      | Robaki                                                                  | [ 31 ]       |
| „Gimli”                      | 2013 | Łukasz Jankowski              | Robaki                                                                  | [ 32 ]       |
| „Tajne znaki”                | 2013 | brat Patefon                  | Robaki                                                                  | [ 33 ]       |
| „Mambałaga”                  | 2014 | Mateusz Otremba, brat Patefon | A morał tej historii mógłby być taki, mimo że cukrowe, to jednak buraki | [ 34 ]       |
| „Pusta studnia”              | 2014 | Łukasz Jankowski              | A morał tej historii mógłby być taki, mimo że cukrowe, to jednak buraki | [ 35 ]       |
| „J.U.Z.U.T.N.U.K.U.”         | 2015 | Brend Group                   | A morał tej historii mógłby być taki, mimo że cukrowe, to jednak buraki | [ 36 ]       |
| „Nieobecny nieznajomy”       | 2015 | Akademia Młodzieży, M Studio  | A morał tej historii mógłby być taki, mimo że cukrowe, to jednak buraki | [ 37 ]       |
| „Silnalina”                  | 2016 | brat Patefon                  | MYWASWYNAS                                                              | [ 38 ]       |
| „Siódme”                     | 2016 | Tomasz Madejski               | MYWASWYNAS                                                              | [ 39 ]       |
| „Hołd”                       | 2020 | Paweł Rybarczyk               | Anno Domini MMXX                                                        | [ 40 ]       |
| „Przygotuj się na najlepsze” | 2022 | Marcin Jończyk                | Omega                                                                   | [ 41 ]       |

## Nagrody i wyróżnienia

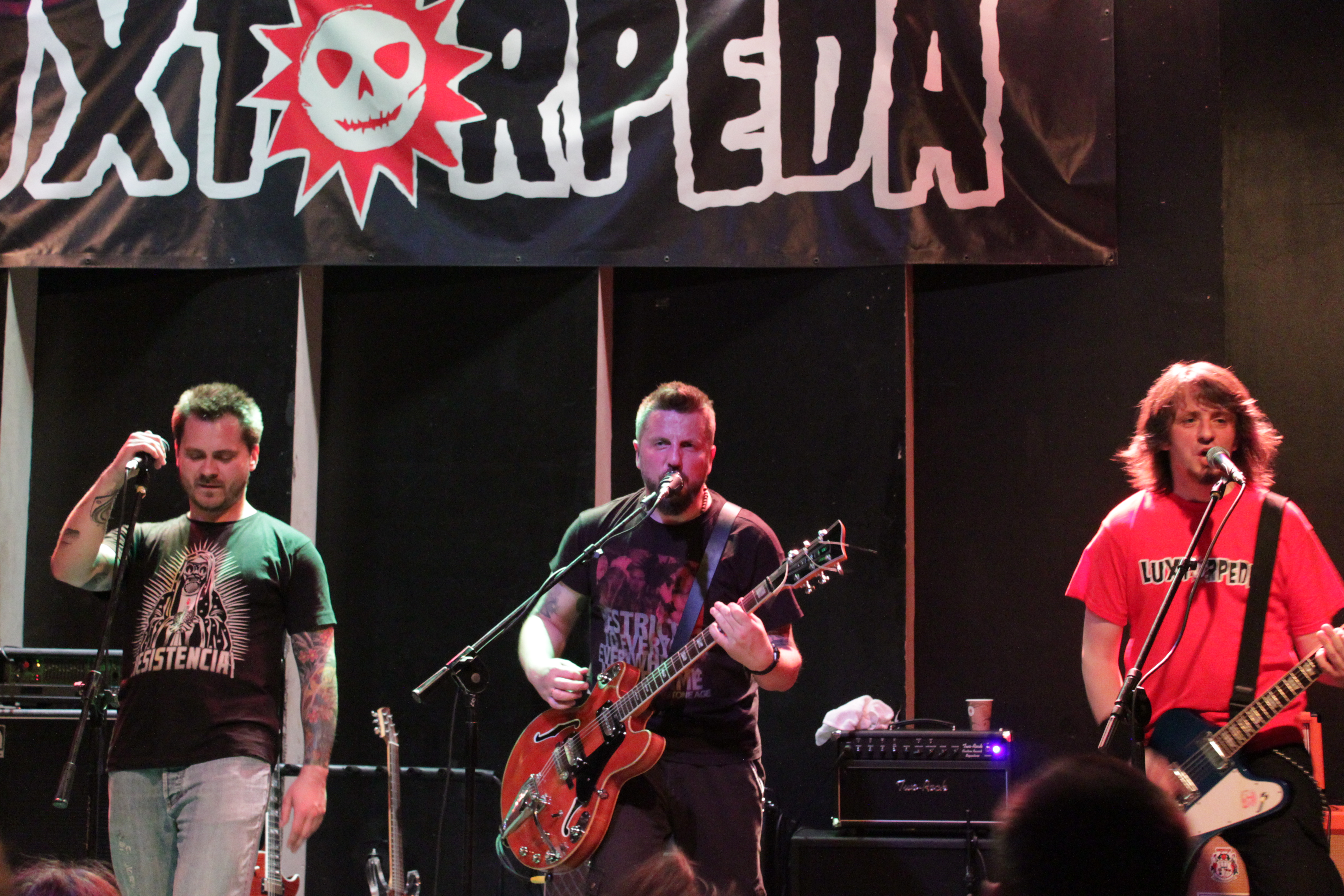
Zespół Luxtorpeda podczas występu w gdyńskim klubie Ucho w 2011.

| Rok  | Kategoria                                                                                   | Nagroda                                               | Uwagi       | Źródło        |
| ---- | ------------------------------------------------------------------------------------------- | ----------------------------------------------------- | ----------- | ------------- |
| 2012 | Najlepsza płyta – Polska (Luxtorpeda)                                                       | Podsumowanie roku 2011, plebiscyt Magazynu Gitarzysta | 3. miejsce  | [ 42 ]        |
| 2012 | Najlepszy utwór („Autystyczny”)                                                             | Podsumowanie roku 2011, plebiscyt Magazynu Gitarzysta | 1. miejsce  | [ 42 ]        |
| 2012 | Najlepszy debiut                                                                            | Podsumowanie roku 2011, plebiscyt Magazynu Gitarzysta | 1. miejsce  | [ 42 ]        |
| 2012 | Najlepszy wokalista (Robert „Litza” Friedrich)                                              | Teraz Najlepsi 2011, Plebiscyt Teraz Rock             | 3. miejsce  | [ 43 ]        |
| 2012 | Najlepszy instrumentalista (Robert „Litza” Friedrich)                                       | Teraz Najlepsi 2011, Plebiscyt Teraz Rock             | 2. miejsce  | [ 43 ]        |
| 2012 | Najlepszy zespół                                                                            | Teraz Najlepsi 2011, Plebiscyt Teraz Rock             | 1. miejsce  | [ 43 ]        |
| 2012 | Najlepsza płyta (Luxtorpeda)                                                                | Teraz Najlepsi 2011, Plebiscyt Teraz Rock             | 1. miejsce  | [ 43 ]        |
| 2012 | Najlepszy przebój („Autystyczny”)                                                           | Teraz Najlepsi 2011, Plebiscyt Teraz Rock             | 1. miejsce  | [ 43 ]        |
| 2012 | Najlepszy teledysk („Autystyczny”)                                                          | Teraz Najlepsi 2011, Plebiscyt Teraz Rock             | 1. miejsce  | [ 43 ]        |
| 2012 | Nadzieja                                                                                    | Teraz Najlepsi 2011, Plebiscyt Teraz Rock             | 1. miejsce  | [ 43 ]        |
| 2012 | Album roku rock (Luxtorpeda)                                                                | Fryderyki 2012                                        | Laur        | [ 44 ]        |
| 2012 | Kompozytor roku (Luxtorpeda)                                                                | Fryderyki 2012                                        | Nominacja   | [ 45 ]        |
| 2012 | Grupa roku (Luxtorpeda)                                                                     | Fryderyki 2012                                        | Nominacja   | [ 45 ]        |
| 2012 | Fonograficzny debiut roku (Luxtorpeda)                                                      | Fryderyki 2012                                        | Nominacja   | [ 45 ]        |
| 2012 | Płyta roku (Luxtorpeda)                                                                     | Plebiscyt Rockmetal.pl                                | 11. miejsce | [ 46 ]        |
| 2013 | Najlepszy instrumentalista (Robert „Litza” Friedrich)                                       | Teraz Najlepsi 2012, Plebiscyt Teraz Rock             | 1. miejsce  | [ 47 ]        |
| 2013 | Najlepszy zespół                                                                            | Teraz Najlepsi 2012, Plebiscyt Teraz Rock             | 1. miejsce  | [ 47 ]        |
| 2013 | Najlepsza płyta (Robaki)                                                                    | Teraz Najlepsi 2012, Plebiscyt Teraz Rock             | 1. miejsce  | [ 47 ]        |
| 2013 | Najlepszy przebój („Wilki dwa”)                                                             | Teraz Najlepsi 2012, Plebiscyt Teraz Rock             | 1. miejsce  | [ 47 ]        |
| 2013 | Najlepsze DVD/Blu-ray (Koncert w Stodole)                                                   | Teraz Najlepsi 2012, Plebiscyt Teraz Rock             | 4. miejsce  | [ 48 ]        |
| 2013 | Najlepszy teledysk („Wilki dwa”)                                                            | Teraz Najlepsi 2012, Plebiscyt Teraz Rock             | 1. miejsce  | [ 47 ]        |
| 2013 | Płyta roku (Robaki)                                                                         | Plebiscyt Rockmetal.pl                                | 1. miejsce  | [ 49 ]        |
| 2013 | Album roku muzyka rozrywkowa (Robaki)                                                       | Fryderyki 2013                                        | Nominacja   | [ 50 ]        |
| 2013 | Utwór roku (,,Wilki dwa'')                                                                  | Fryderyki 2013                                        | Nominacja   | [ 50 ]        |
| 2015 | Wokalista roku (Robert „Litza” Friedrich)                                                   | Teraz Najlepsi 2014, Plebiscyt Teraz Rock             | 5. miejsce  | [ 51 ]        |
| 2015 | Zespół roku                                                                                 | Teraz Najlepsi 2014, Plebiscyt Teraz Rock             | 2. miejsce  | [ 51 ]        |
| 2015 | Płyta roku (A morał tej historii mógłby być taki, mimo że cukrowe, to jednak buraki)        | Teraz Najlepsi 2014, Plebiscyt Teraz Rock             | 2. miejsce  | [ 51 ]        |
| 2015 | Koncert polskiego wykonawcy (Luxtorpeda na Cieszanów Rock Festival)                         | Teraz Najlepsi 2014, Plebiscyt Teraz Rock             | 6. miejsce  | [ 51 ]        |
| 2015 | Przebój roku („Mambałaga”)                                                                  | Teraz Najlepsi 2014, Plebiscyt Teraz Rock             | 3. miejsce  | [ 51 ]        |
| 2015 | Przebój roku („Pusta studnia”)                                                              | Teraz Najlepsi 2014, Plebiscyt Teraz Rock             | 5. miejsce  | [ 51 ]        |
| 2015 | Album roku rock (A morał tej historii mógłby być taki, mimo że cukrowe, to jednak buraki)   | Fryderyki 2015                                        | Nominacja   | [ 52 ]        |
| 2015 | Płyta Roku 2014 (A morał tej historii mógłby być taki, mimo że cukrowe, to jednak buraki)   | Płyta Rocku Antyradia 2014, Antyradio                 | 1. miejsce  | [ 53 ]        |
| 2015 | Polska Płyta Roku (A morał tej historii mógłby być taki, mimo że cukrowe, to jednak buraki) | Płyta Rocku Antyradia 2014, Antyradio                 | 1. miejsce  | [ 53 ]        |
| 2015 | Polski Zespół Roku                                                                          | Płyta Rocku Antyradia 2014, Antyradio                 | 1. miejsce  | [ 53 ]        |
| 2017 | Płyta roku (MYWASWYNAS)                                                                     | Teraz Najlepsi 2016, Plebiscyt Teraz Rock             | 3. miejsce  | [ 54 ]        |
| 2017 | Album roku rock (MYWASWYNAS)                                                                | Fryderyki 2016                                        | Nominacja   | [ 55 ]        |
| 2017 | Polska Płyta Roku (MYWASWYNAS)                                                              | Płyta Rocku Antyradia 2016, Antyradio                 | 2. miejsce  | [ 56 ]        |
| 2020 | Polska Płyta Roku (Anno Domini MMXX)                                                        | Teraz Najlepsi 2020, Plebiscyt Teraz Rock             | 2. miejsce  | [ 57 ]        |
| 2020 | Muzyka (Anno Domini MMXX)                                                                   | Bestsellery 2020, Empik                               | 58. miejsce | [ 58 ]        |
| 2021 | Polska Płyta Roku (Anno Domini MMXX)                                                        | Płyta Rocku Antyradia 2020, Antyradio                 | Nominacja   | [ 59 ] [ 60 ] |
| 2021 | Polski zespół roku                                                                          | Płyta Rocku Antyradia 2020, Antyradio                 | Nominacja   | [ 59 ] [ 60 ] |
| 2021 | Album roku rock (Anno Domini MMXX)                                                          | Fryderyki 2021                                        | Nominacja   | [ 61 ]        |
| 2023 | Polska Płyta Roku (Omega)                                                                   | Płyta Rocku Antyradia 2022, Antyradio                 | Nominacja   | [ 62 ]        |
| 2023 | Polska Płyta Roku (Omega)                                                                   | Teraz Najlepsi 2022, Plebiscyt Teraz Rock             | 7. miejsce  | [ 63 ]        |
| 2023 | Polski przebój roku („Przygotuj się na najlepsze”)                                          | Teraz Najlepsi 2022, Plebiscyt Teraz Rock             | 6. miejsce  | [ 64 ]        |
| 2023 | Album roku metal (Omega)                                                                    | Fryderyki 2023                                        | Nominacja   | [ 65 ]        |
| 2025 | Polska Płyta Roku (Mój trup jest większy niż twój)                                          | Teraz Najlepsi 2024, Plebiscyt Teraz Rock             | 11. miejsce | [ 66 ]        |